# Акселератка
«Акселератка» — советская эксцентрическая комедия 1987 года режиссёра Алексея Коренева по сценарию Дмитрия Иванова и Владимира Трифонова. Фильм был снят Творческим объединением комедийных и музыкальных фильмов киностудии «Мосфильм» в Краснодарском крае осенью 1986 года. Премьерный показ фильма состоялся 22 июня 1987 года в ленинградском кинотеатре «Колизей» на кинофестивале «Мосфильм-87». Фильм демонстрировался в московском кинотеатре «Россия» с 18 по 30 августа 1987 года. В широкий прокат картина вышла 18 августа 1987 года.

## Сюжет
После окончания школы девушка Анюта, смышлёная и целеустремлённая, владеющая приёмами боевых искусств, приходит устраиваться на работу в милицию.
Её мечте не суждено сбыться, поскольку не позволяет возраст.
Однако она не отступает и вместе со своим другом, робким и нерешительным страховым агентом Кузьминым, которого называет Кузей, решает самостоятельно расследовать преступление, чтобы доказать свою значимость.
Анюта внедряется в банду, которая занимается мнимым угоном застрахованных автомобилей. При этом Анюта и Кузя, сами того не зная, едва не срывают операцию профессиональных сыщиков, которые тоже ведут это запутанное дело.

## В ролях
- Ирина Шмелёва — Анюта
- Никита Михайловский — страховой агент Кузьмин (Кузя)
- Роман Филиппов — Леонид (Вовчик)
- Игорь Кваша — Филимон
- Галина Польских — Красновязова
- Пётр Меркурьев — Красновязов
- Александр Потапов — Назаров (Марат)
- Василий Бочкарёв — майор Пряхин
- Андрей Гусев — сотрудник ГАИ Молодцов
- Сергей Мигицко — инспектор Рубашевский
- Юрий Думчев — бандит
- Алика Смехова — цыганка
- Виктор Раков — сотрудник автосервиса Павел
- Александр Постников — сотрудник автосервиса Пётр
- Михаил Голубович — шофёр
- Нина Маслова — эпизод

## Съёмочная группа
- Автор сценария: Дмитрий Иванов, Владимир Трифонов[11]
- Режиссёр-постановщик: Алексей Коренев
- Оператор-постановщик: Михаил Биц
- Художник-постановщик: Элеонора Немечек
- Композитор: Евгений Крылатов
- Звукооператор: Арнольд Шаргородский
- Автор текста песни «Ах, детективы»: Л. Дербенёв (песню исполнила Екатерина Семёнова)
- Государственный симфонический оркестр кинематографии СССР, дирижёр: Сергей Скрипка

## Съёмки фильма
В сцене в ресторане снялись танцоры брейк-данса студии Дома культуры издательства «Правда» под руководством Валентина Гнеушева: Александр Рубин, Борис «Бахмат» Бахматов, Елена Бодренкова и «Джонни».

## Прокат и сборы
Фильм вошёл в десятку лидеров проката 1987 года (второе место по количеству просмотров — 38 миллионов зрителей). По данным Фёдора Раззакова, фильм занял четвертое место, уступив фильму [что?] «Курьер» Карена Шахназарова.

## Критика
В 1987 году в ноябрьском номере журнала «Спутник кинозрителя» кинокритик Анатолий Макаров отметил, что комедии бывают разные, но на этот раз перед нами «комедия эксцентрическая».
В 1988 году в мартовском номере журнала «Советский экран» кинокритик Андрей Дементьев поддержал создателей картины за смелость в создании лёгкого жанра (эксцентрическая комедия). Хоть в ней и есть смешные диалоги и старый автомобиль Кузи, который должен рассмешить любого, но сам критик почему-то не смеялся во время просмотра этих сцен.
При этом кинокритик Александр Фёдоров в своей статье «Такие крутые горы…», 3 марта 1988 отмечал:

Мне показалась необыкновенно архаичной, примитивной картина Алексея Коренева «Акселератка», сатирический заряд которой направлен вроде бы верно — в проходимцев, воров, взяточников. Однако сюжет фильма построен банально, игра актеров настолько плоха, что необходима немалая сила воли, чтобы досидеть до конца на этой «комедии», не вызывающей даже лёгкой улыбки.